# 79 Eurynome
79 Eurynome este un asteroid din centura principală, descoperit pe 14 septembrie 1863, din Ann Arbor de James C. Watson.